# Carole Baskin
Carole Baskin (geboren als Carole Stairs Jones, 6 juni 1961, Bexar County (Texas)) is een Amerikaanse dierenrechten-voorvechtster en eigenaresse van Big Cat Rescue, een non-profit opvangcentrum voor katachtigen.
Baskin kreeg bij het grote publiek vooral naamsbekendheid door haar verschijning in de Netflix-documentaire Tiger King: Murder, Mayhem and Madness over dierentuineigenaar Joe Exotic. De Netflix-serie volgt zowel Baskin als Exotic en filmt hun voortdurende en escalerende vetes over exotische dieren in particuliere dierentuinen in de Verenigde Staten. Na de release van de serie werd Baskin het doelwit van internetmemes over de verdwijning van Jack Donald Lewis, haar tweede echtgenoot.

## Persoonlijk
Tijdens haar huwelijk met Michael Murdock, waarmee ze een dochter kreeg, ontmoette ze haar tweede echtgenoot Don Lewis. Na een korte affaire scheidde ze van Murdock en huwde ze in 1991 met Lewis. 
Lewis verdween in augustus 1997 en werd in 2002 wettelijk dood verklaard. Er ontstond een geschil tussen Baskin en de kinderen van Lewis over zijn fortuin en dieren, waarvan Baskin de belangrijkste erfgenaam werd. De zaak rond zijn verdwijning is nog steeds niet opgelost in 2022.

## Joe Exotic en Tiger King
Baskin heeft een langlopend conflict met voormalig dierentuineigenaar Joseph Allen Maldonado-Passage, beter bekend onder de naam Joe Exotic. Exotic beweerde dat Baskin betrokken was bij de verdwijning van Baskin's echtgenoot Don Lewis. In 2013 beval de rechtbank hem om Baskin 1 miljoen dollar aan schadevergoeding te betalen wegens merkinbreuk, wat leidde tot zijn faillissement. In 2020 werd hij veroordeeld voor poging tot een huurmoordenaar in te huren om Baskin te vermoorden.
In maart 2020 was Baskin te zien in de Netflix-documentaire Tiger King. Ze sprak zich later uit tegen de serie en bekritiseerde regisseurs Eric Goode en Rebecca Chaiklin. Baskin zei dat de filmmakers logen over de aard van de serie toen ze haar erover benaderden en beweerden dat de documentaire zich meer zou richten op het onderwerp dierenmishandeling dan het conflict tussen Baskin en Exotic. 